# Головин, Владимир Иванович (писатель)
Влади́мир Ива́нович Голови́н (4 [16] июля 1835, Псков — 24 февраля [7 марта] 1892 или 23 февраля [6 марта] 1892, Санкт-Петербург) — русский поэт, публицист и переводчик, действительный статский советник.

## Биография
Родился в Пскове в бедной семье 4 (16) июля 1835 года.
Окончил Псковскую гимназию (1853) и историко-филологический факультет Императорского Санкт-Петербургского университета (1858) с золотой медалью и степенью кандидата. В 1859 году поступил на службу в Статс-секретариат Великого княжества Финляндского, где прослужил до выхода на пенсию в 1884 году, с производством в действительные статские советники).
В 1861 году открыл в Петербурге типографию, которая в 1870-е годы стала одной из лучших в городе (была закрыта в 1886 году).
Стихи начал писать ещё в гимназии. С 1861 года печатал стихотворения, переводы и публицистические статьи в газетах и журналах.
Перевёл некоторые произведения Эсайаса Тегнера. В 1888 году Головиным издан перевод поэмы Стагнелиуса «Владимир Великий». В 1891 году вышла книга «Листки из настоящего и прошлого Финляндии; нынешнее политическое положение великого княжества Финляндского», без имени автора, за подписью «Посторонний наблюдатель», но в появившемся вскоре шведском переводе автором назван Головин; Михаил Бородкин в газете «Московские ведомости» обрушился на эту книгу как на «апологию финляндского сепаратизма». В это же время вместе с Георгом Фразером подавал прошение об издании газеты «Финляндский вестник» на русском языке, однако получил отказ, с энтузиазмом встреченный тем же Бородкиным, обвинившим Головина в игнорировании русских национальных интересов.
Умер 23 февраля (6 марта) 1892 года в Петербурге. Похоронен на Никольском кладбище Александро-Невской лавры.